# Østerport
För metro- och pendeltågsstationen, se Østerport station.

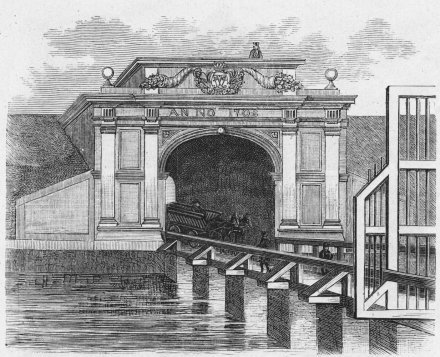
Østerport

Østerport var en av Köpenhamns fyra stadsportar. De tre övriga portarna var Nørreport, Vesterport och Amagerport.
Den ursprungliga Østerport låg vid Østergades ände på det nuvarande Kongens Nytorv. Den revs då staden utvidgades österut (Frederiksstaden) och ersattes av en ny port i närheten av dagens Østerport station. Det är okänt när porten ursprungligen byggdes, men 1708 återuppfördes den av kung Fredrik IV med en tämligen beskedlig utsmyckning. Den revs 1857 i samband med att befästningsvallarna avvecklades.
År 2010 gjordes arkeologiska utgrävningar på Kongens Nytorv, varvid framkom var Østerport ursprungligen stod. Placeringen var ett fåtal meter söder om Østergades mynning i Kongens Nytorv. Vid utgrävningarna hittades också ett hugget lejonhuvud, som antas ha varit en del av den ursprungliga portens utsmyckning. Det har länge antagits att stadsporten uppfördes under kung Kristian IV, men datering av fyndlagren visar att den var från någon gång mellan 1300 och 1600.
Vid Østerport, liksom vid de övriga stadsportarna står en "nulpunktsten", som ritats av Peder Vilhelm Jensen Klint och som markerar var staddsporten stod. 

## Bildgalleri

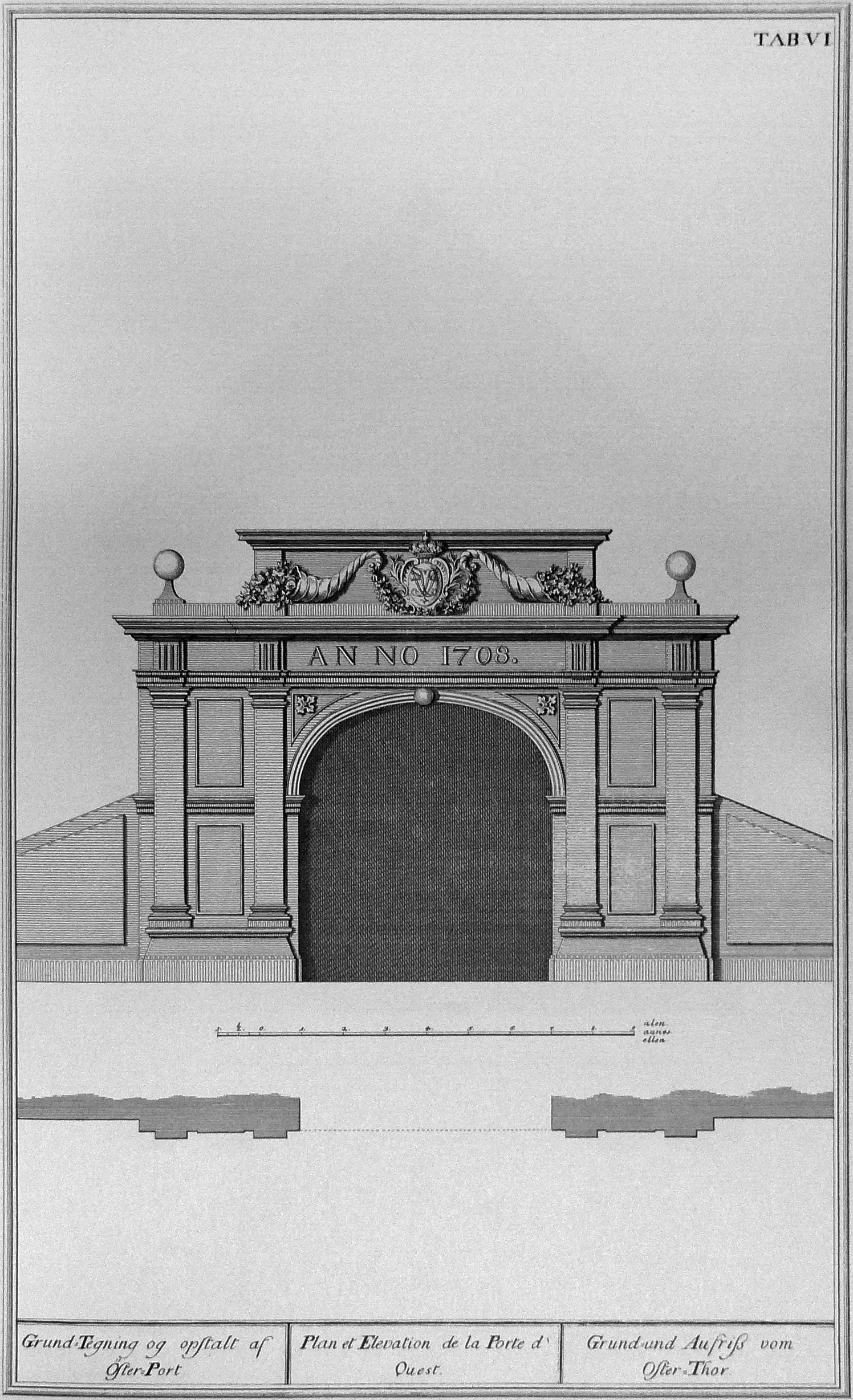
Planritning av Østerport
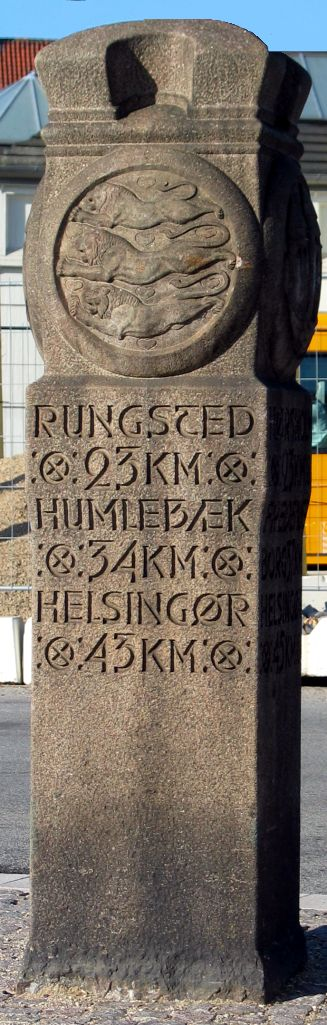
Nulpunktsten av Peder Vilhelm Jensen Klint